# استیو گوون شنگ لوئی
 استیو گوون شنگ لوئی (انگلیسی: Steven Gwon Sheng Louie؛ زاده ۱۹۴۹) یک فیزیک‌دان اهل ایالات متحده آمریکا است.